# 夢麟
梦麟（穆麟德轉寫：menglin，1728年—1758年），字文子，号耦堂，西鲁特氏，蒙古正白旗人，尚书宪德子。清朝政治人物、诗人，进士出身。

## 生平
乾隆十年（1745年）进士，年十八歲。改翰林院庶吉士，散館授检讨。乾隆十五年（1750年），迁侍讲学士，再迁國子監祭酒，提督河南学政。十六年（1751年），授内阁学士。十八年（1753年），署户部侍郎，即命提督江苏学政。二十年（1755年），授工部侍郎，调署兵部，兼镶白旗蒙古副都统。二十一年（1756年），命在军机处学习行走。大臣在军机处，因资望少浅，称“学习行走”之例，自梦麟始。治理黄河、运河。调户部。二十三年（1758年），复调工部，署翰林院掌院学士。同年卒，年僅三十一，朝廷赐祭葬。《清史稿》有傳。著有《梦喜堂诗六卷》、《太谷山房集》（载《钦定八旗通志：艺文志》卷120）。
诗歌载沈德潜《 國朝詩别裁集》卷29、伊福纳《白山诗钞》卷7。

## 延伸阅读
[在维基数据编辑]
 《清史稿·卷304》，出自趙爾巽《清史稿》